# Євфимій Тирновський
Євфимій Тирновський (болг. Евтимий Търновски близько 1325, Тирново, Друге Болгарське царство — бл. 1403, Бачковський монастир) — останній і найвідоміший патріарх Другого Болгарського царства, письменник і книжник. Патріарх Євфимій канонізований як святий, його пам'ять відзначається в той же день, як і пам'ять святого Євфимія Великого — 20 січня. Більшість відомостей про його життя відомо з текстів його учнів, основним з яких є «Похвальне слово про Євфимія», яке написав Григорій Цамблак.

## Твори
Відомі 15 творів патріарха Євфимія — літургійні книги, похвальні слова, житія і послання. Ймовірно, багато з його праць були знищені, або його авторство не встановлено.
- Житія:

1. «Житіє Івана Рильського»
2. «Житіє Іларіона Мигленского»
3. «Житіє Філофеї Темнішської»
4. «Житіє Петки Тирновської»

- Похвальні слова:

1. «Похвальне слово про Михайла Воїне»
2. «Похвальне слово про Івана Полівотском»
3. «Похвальне слово про святу Тижні»
4. «Похвальне слово про святих Костянтина і Олени»

- Послання:

1. «Послання Кіпріану»
2. «Послання митрополита Арсенія»
3. «Послання тісменському ченцеві Никодиму»

## Учні
До його учням і продовжувачів книжкової традиції традиційно відносять наступних книжників:
- Кипріян
- Григорій Цамблак
- Іоасаф Бдинській
- Костянтин Костенецкий

## Дослідження
- Иванова, Кл. Патриарх Евтимий. С., 1986.
- Патриарх Евтимий Търновски и неговото време. Материали от националната научна сесия за 600 г. от заточението на св. Евтимий, патриарх Търновски, Велико Търново, 6 октомври 1993 г. Ред. кол. Георги Данчев и др. Велико Търново, 1998 (Проглас).
- Святой патриарх Евтимий — «добрый пастирь» болгарского народа… (Пламен Павлов)(болг.)